# 19 Fortuna
19 Fortuna é um grande asteroide do cinturão de asteroides. Foi descoberto em 1852 por John Russell Hind.
O diâmetro médio de Fortuna é de 225 quilômetros. Sua massa foi inicialmente estimada em 1,08 ×1019 kg a partir de ocultações, mas uma estimativa mais recente sugere uma massa de 1,27 ×1019 kg.
O nome deste asteroide é uma homenagem à deusa romana Fortuna.